# Nyctimystes
Nyctimystes es un género de anfibios anuros de la familia de ranas arbóreas, antes en la familia Hylidae, ahora en Pelodryadidae. Las especies de este género son nativas de Nueva Guinea e islas próximas. Algunos autores lo consideran incluido en Litoria.

## Especies
Se reconocen las siguientes especies según ASW:
- Nyctimystes avocalis Zweifel, 1958
- Nyctimystes bivocalis[2] Kraus, 2012
- Nyctimystes calcaratus[3] Menzies, 2014
- Nyctimystes cheesmani Tyler, 1964
- Nyctimystes cryptochrysos[2] Kraus, 2012
- Nyctimystes daymani Zweifel, 1958
- Nyctimystes disruptus Tyler, 1963
- Nyctimystes eucavatus[3] Menzies, 2014
- Nyctimystes fluviatilis Zweifel, 1958
- Nyctimystes foricula Tyler, 1963
- Nyctimystes granti (Boulenger, 1914)
- Nyctimystes gularis Parker, 1936
- Nyctimystes humeralis (Boulenger, 1912)
- Nyctimystes intercastellus[2] Kraus, 2012
- Nyctimystes kubori Zweifel, 1958
- Nyctimystes kuduki Richards, 2007
- Nyctimystes latratus[3] Menzies, 2014
- Nyctimystes montanus Peters & Doria, 1878
- Nyctimystes myolae[4] Menzies, 2014
- Nyctimystes narinosus Zweifel, 1958
- Nyctimystes obsoletus Lönnberg, 1900
- Nyctimystes ocreptus[4] Menzies, 2014
- Nyctimystes papua (Boulenger, 1897)
- Nyctimystes perimetri Zweifel, 1958
- Nyctimystes persimilis Zweifel, 1958
- Nyctimystes pulcher Wandolleck, 1911
- Nyctimystes rueppelli (Boettger, 1895)
- Nyctimystes semipalmatus (Parker, 1936)
- Nyctimystes trachydermis Zweifel, 1983
- Nyctimystes traunae[3] Menzies, 2014
- Nyctimystes tyleri Zweifel, 1983